# Asociația Chineză de Fotbal
Asociația Chineză de Fotbal (chineză simplificată: 中国足球协会; chineză tradițională : 中國足球協會; pinyin: Zhōngguó Zúqiú Xiéhuì) este forul ce guvernează fotbalul în China. Se ocupă de organizarea echipei naționale și a altor competiții fotbalistice din stat, cum ar fi Prima ligă Chineză.

## Conducere
Președinți
- Huang Zhong (1955–1979)
- Li Fenglou (1979–1985)
- Yuan Weimin (1985–1989)
- Nian Weisi (1989–1992)
- Yuan Weimin (1992–2004)
- Liu Peng (2004–Prezent)

Vice-președinți
- Sun Baorong (1989–1992)
- Jun-Sheng Wang (1992–2000)
- Yan Shiduo (2000–2004)
- Xie Yalong (2005–2008)
- Nan Yong (2009)
- Wei Di (2010–Prezent)